# Antonio Bisbal Iborra
Antonio Bisbal Iborra (Massalavés, 1905 - 1993) fou un agricultor i polític socialista valencià.

## Trajectòria
Militant del PSOE i de la Federación Nacional de Trabajadores de la Tierra (FETE)-Unió General de Treballadors (UGT) des de 1930, durant la Segona República Espanyola va ser batlle del municipi de Massalavés.

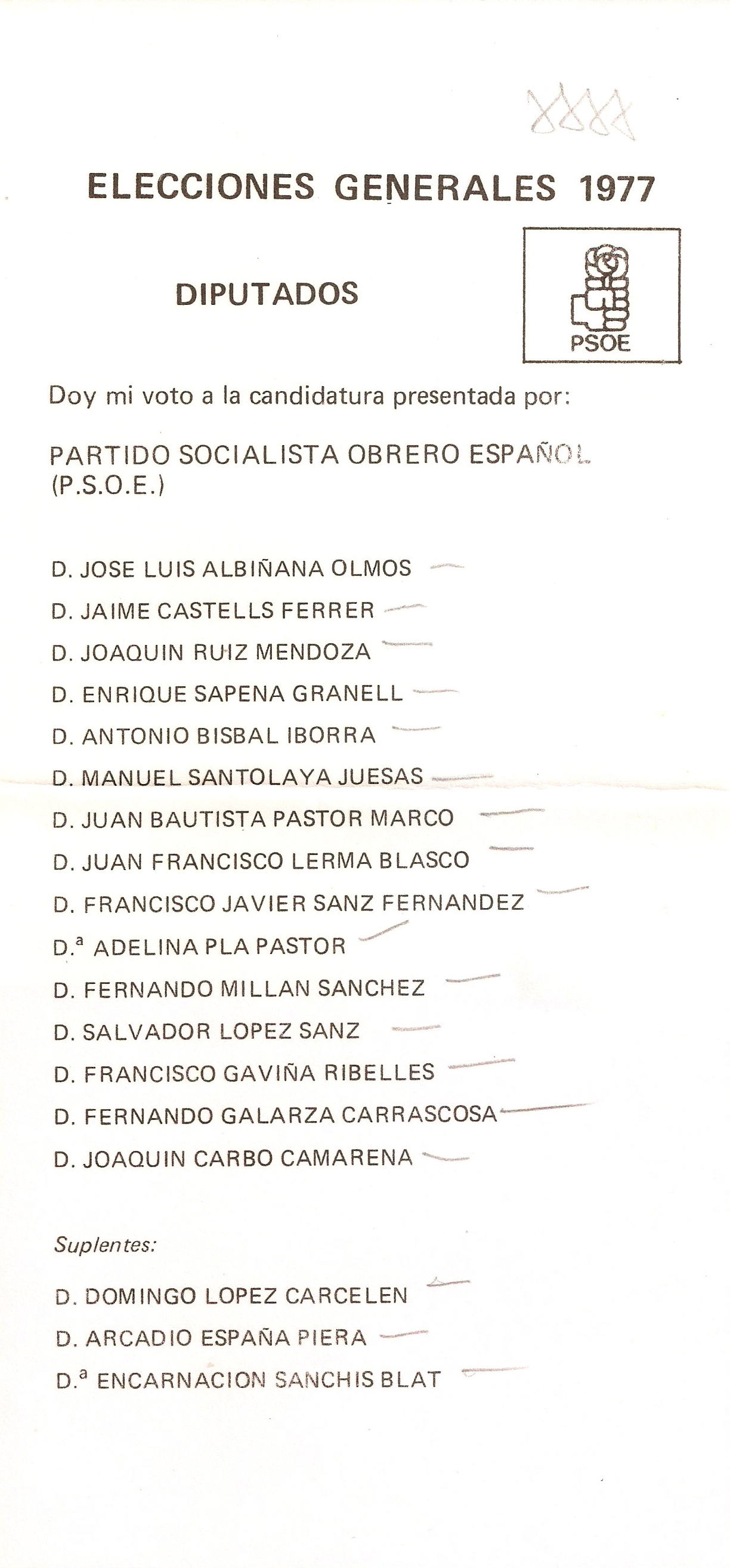
Bisbal va ser cinqué a la llista del PSOE al Congrès per València en 1977.

En acabar la guerra civil espanyola, els insurgents franquistes el van detenir i el van condemnar a cadena perpètua, però va recobrar la llibertat el 1946. Va aprofitar la seva estança a la presó per reorganitzar el partit. Es va reintegrar al PSOE després del Congrés de Suresnes i obtingué un escó de diputat per la província de València a les eleccions generals espanyoles de 1977. Va ser vocal de la Comissió de Reglament del Congrés dels Diputats.
L'ajuntament de Massalavés, en sessió extraordinària de 27 d'abril de 2011, acordà posar-li el seu nom a un carrer. El PP de Massalavés es va oposar a aquest canvi i preferia mantenir el nom de la institució franquista Extensión Agraria.
El 2013 va rebre l'Alta Distinció Francesc de Vinatea en testimoni de respecte i consideració i en reconeixement del seu treball com a Diputat de les Corts Constituents en commemoració del XXXV Aniversari de la Constitució Espanyola de 1978.